# ارهان آلتین
ارهان آلتین (انگلیسی: Erhan Altın؛ زادهٔ ۲۸ اوت ۱۹۵۶) بازیکن فوتبال اهل ترکیه است.
از باشگاه‌هایی که در آن بازی کرده‌است می‌توان به باشگاه ورزشی کوکائلی اسپور، باشگاه فوتبال فنرباغچه، و باشگاه ورزشی گوزتپه اشاره کرد.
وی همچنین در تیم ملی فوتبال ترکیه بازی کرده‌است.